# Salmis

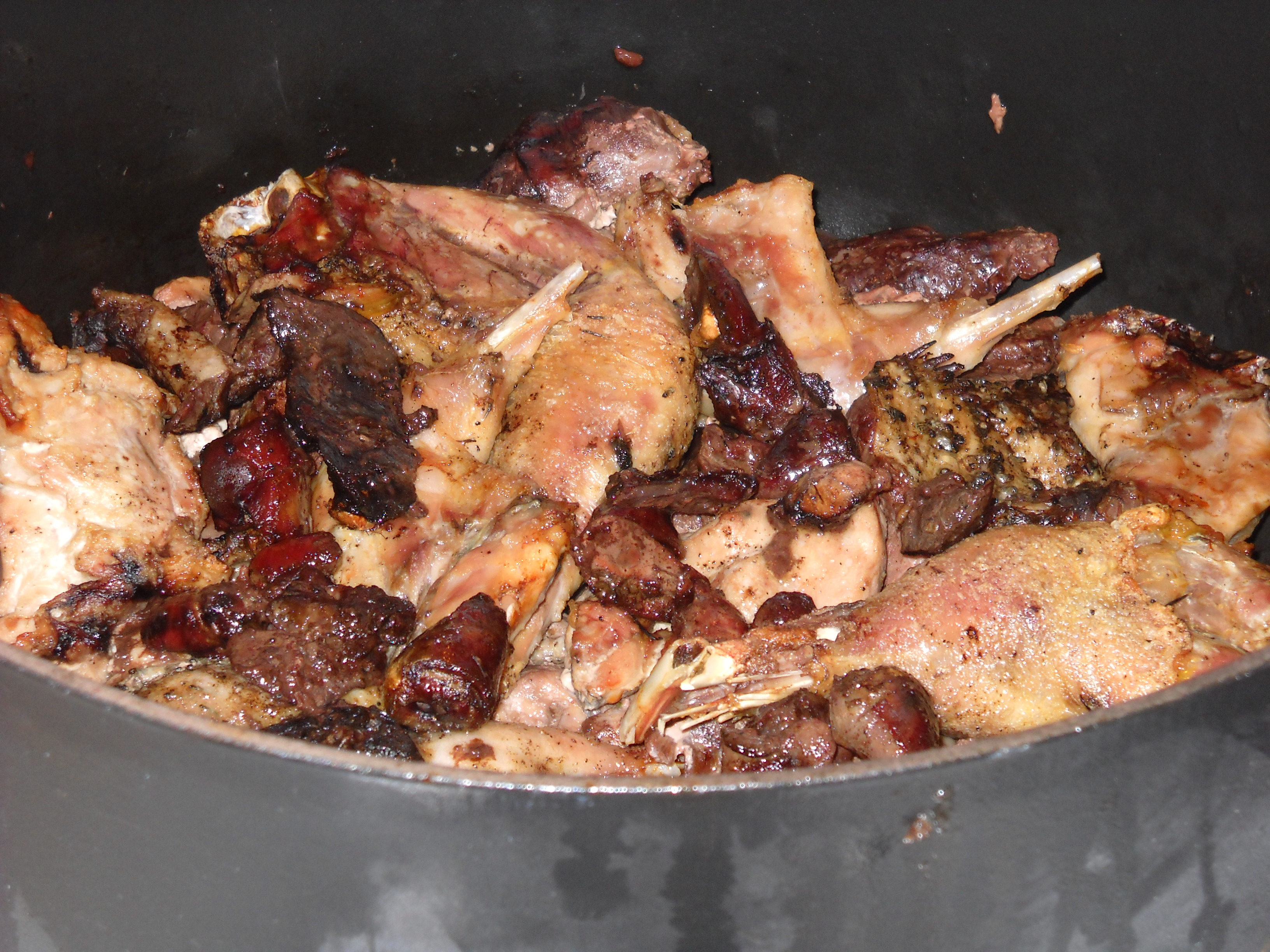
Salmis

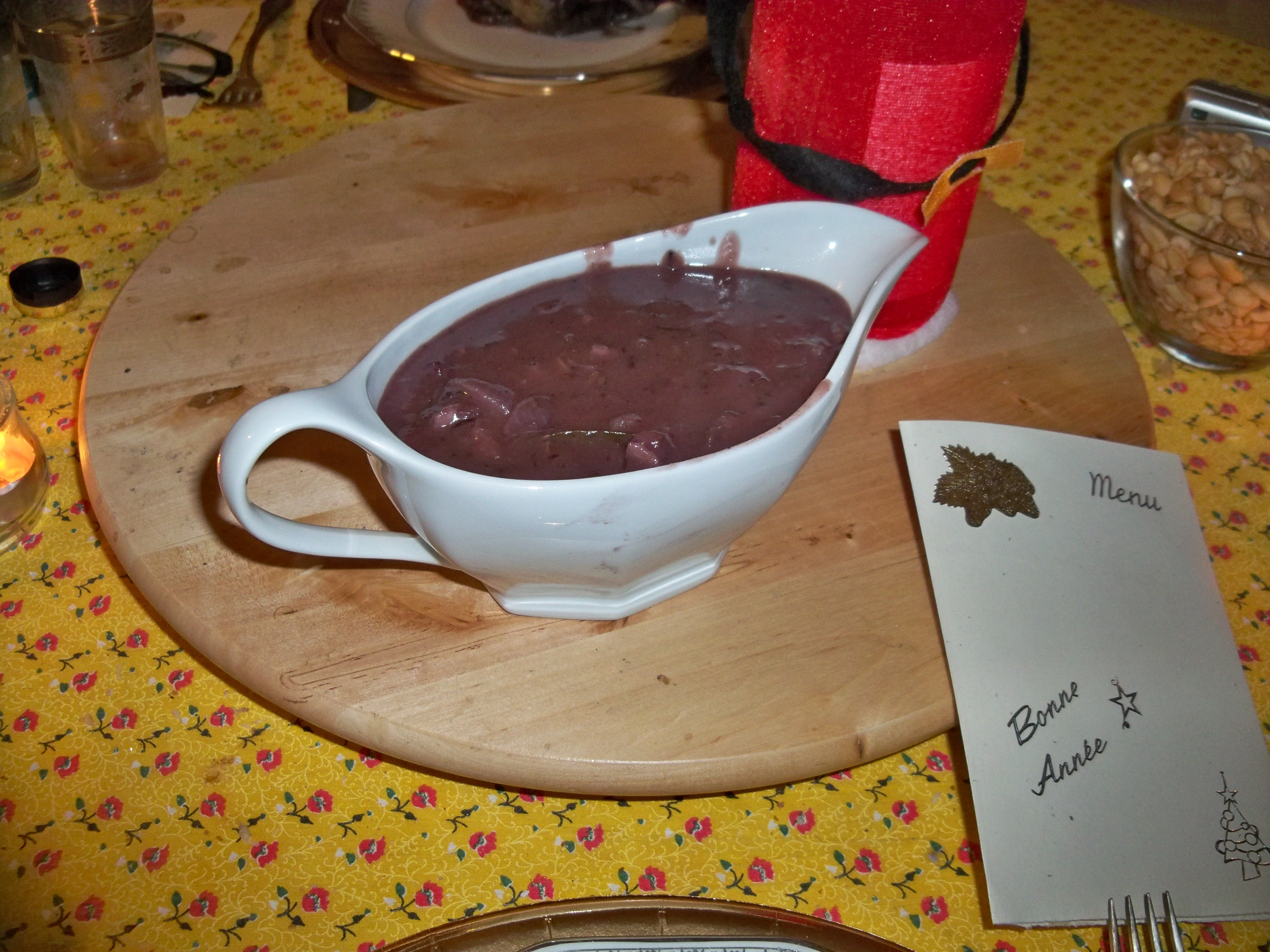
Sauce salmi

Salmis ist eine französische Wildgeflügelspeise und wird normalerweise aus Waldschnepfe, Wildente, Fasan oder Rebhuhn hergestellt, es können aber auch Hausenten, Tauben oder Perlhühner verwendet werden. Der küchenfertige Vogel wird nur zu zwei Dritteln fertig geröstet, dann zerteilt und das Fleisch in einem Topf mit Pilzen zu Ende gegart. Aus der Karkasse und dem mit Wein (trockener Weißwein für Waldschnepfe, Portwein für Perlhuhn, Chambertin für Ente) verdünnten Bratensaft wird eine Salmis-Sauce gekocht und über das Fleisch gegeben. Das Wort Salmis ist eine Abkürzung von Salmigondis (siehe Salmagundi).